# Kraussia rugulosa
Kraussia rugulosa är en kräftdjursart som först beskrevs av Krauss 1843.  Kraussia rugulosa ingår i släktet Kraussia och familjen Atelecyclidae. Inga underarter finns listade i Catalogue of Life.